# Arrondissement de Torgau-Oschatz

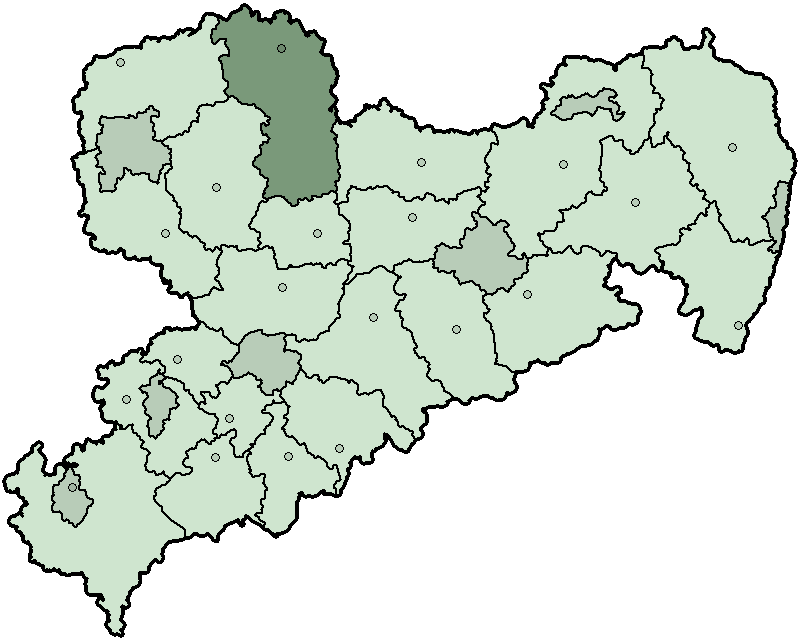
Localisation de l'ancien arrondissement en Saxe

L'arrondissement de Torgau-Oschatz était un arrondissement  ("Landkreis" en allemand) de Saxe  (Allemagne), dans le district de Leipzig de 1994 à 2008.
Son chef lieu était Torgau.
Il fut regroupé avec d'autres arrondissements le 1er août 2008 selon la réforme des arrondissements de Saxe de 2008.

## Villes et communes
(nombre d'habitants en 2007)
| Städte 1. Belgern (5 075) 2. Dahlen (4 979) 3. Dommitzsch (2 976) 4. Mügeln (4 700) 5. Oschatz (16 012) 6. Schildau, Gneisenaustadt (3 732) 7. Torgau (18 340) Verwaltungsgemeinschaften - Verwaltungsgemeinschaft Beilrode mit den Mitgliedsgemeinden Arzberg, Beilrode und Großtreben-Zwethau - Verwaltungsgemeinschaft Dommitzsch mit den Mitgliedsgemeinden Dommitzsch, Elsnig und Trossin - Verwaltungsgemeinschaft Torgau mit den Mitgliedsgemeinden Dreiheide, Pflückuff, Torgau und Zinna | Gemeinden 1. Arzberg (2 243) 2. Beilrode (2 648) 3. Cavertitz (2 549) 4. Dreiheide (2 436) 5. Elsnig (1 674) 6. Großtreben-Zwethau (2 050) 7. Liebschützberg (3 457) 8. Mockrehna (5 529) 9. Naundorf (2 614) 10. Pflückuff (2 456) 11. Sornzig-Ablaß (2 375) 12. Trossin (1 497) 13. Wermsdorf (5 900) 14. Zinna (1 658) |